# 대전한빛고등학교
대전한빛고등학교(大田한빛高等學校)는 대한민국 대전광역시 중구 안영동에 있는 사립 고등학교이다.

## 학교 연혁
- 2000년 3월 4일 : 학교법인 한빛학원 설립, 홍사건 이사장 취임
- 2000년 4월 8일 : 학교법인 한빛학원 한빛고등학교 개교, 제1대 길기복 교장 취임
- 2002년 3월 1일 : 교명 변경(대전한빛고등학교)
- 2003년 11월 29일 : 새천년미래관(다목적 체육관) 개관, 체육관 및 특별교실 11실 준공, 일반교실 4실 준공
- 2005년 10월 18일 : 꿈우리문화관 준공, 4층 일반교실 14실 준공
- 2013년 2월 15일 : 와우관 준공(교무실 1실, 교과교실 3실, 일반교실 8실)
- 2013년 2월 27일 : 교직원 및 학생식당 준공
- 2014년 2월 6일 : 여자축구부 창단
- 2014년 3월 1일 : 24학급 증설
- 2014년 7월 25일 : 운동장 인조잔디 조성
- 2014년 8월 15일 : 본관동 일반교실 5실, 화장실 2실 증축
- 2015년 10월 28일 : 기숙사 인재원(人材院) 준공 (생활실 36실)
- 2016년 12월 7일 : 한빛하크니스테이블 준공
- 2021년 11월 16일 : 꿈우리도서관 열람실 리모델링
- 2023년 2월 28일 : 야외학습장, 아트플라자 준공
- 2024년 2월 1일 : 2023학년도 졸업식 (졸업생 167명, 총 6,017명)
- 2024년 3월 1일 : 제8대 홍사규 교장 취임
- 2024년 3월 4일 : 2024학년 입학식 (신입생 193명)

## 참고 자료
- 대전한빛고등학교 - 한국교육학술정보원 학교알리미